# اوشنویل (نیوجرسی)
اوشنویل (به انگلیسی: Oceanville) یک منطقهٔ مسکونی در ایالات متحده آمریکا است که در گالووی، نیوجرسی واقع شده‌است. اوشنویل ۱۳٫۱۱ متر بالاتر از سطح دریا واقع شده‌است.